# تشويتشي ناغومو
تشويتشي ناغومو (باليابانية: 南雲 忠一) هو أميرال ياباني ولد في يوم 25 مارس 1887 في مدينة يونيزاوا. كان اميرال للبحرية الإمبراطورية اليابانية. كان أحد المشرفين على هجوم بيرل هاربر في سنة 1941 وكان أحد قادة معركة ميدواي. بعد هزيمة قواته في معركة سايبان أقدم على الانتحار في يوم 6 يوليو 1944 باطلاق المسدس على فمه بدلاً من تنفيذ السيبوكو.